# Sister Sin
Sister Sin — группа из Швеции, играющая в стиле хеви-метал. Была сформирована в 2002 году, и с тех пор выпустила пять альбомов. Лидер Sister Sin — вокалистка Лив Ягрелл.

## История
Sister Sin был сформирован в 2002 году. Основателем группы был ударник Дейв Санберг, а вокалистка Лив Ягрелл оказалась в Sister Sin по объявлению в газете. Через год после начала репетиций у группы было достаточно песен для записи первого диска. Dance of the Wicked, вышедший в 2003 году получил высокие оценки критиков. После этого Sister Sin стали выступать на одной сцене с такими группами как Cradle of Filth, W.A.S.P. и Доро.
В октябре 2008 года группа выпустила диск Switchblade Serenades, запись которого проходила в Гётеборге на студии Bohus Sound. Альбом занял 107 позицию в чарте Top Heatseekers журнала Billboard, в который включаются лучшие альбомы новых и развивающихся групп, ранее не попадавших в Топ-100 чартов Billboard. В поддержку альбома прошло два тура на территории США, в рамках которого Sister Sin выступали с Motörhead, Otep и Ill Niño.
В 2010 году вышел третий альбом Sister Sin — True Sound of the Underground. Лидер группы Лив Ягрелл сказала, что «это классный альбом с большим чувством, немного тяжелее, чем первый, но с мелодиями и ощущением, что это Sister Sin». В этом году басист Бентон Вайберг не мог принять участие во всех концертах тура по семейным обстоятельствам, и группа попрощалась с ним.
В 2011 году Sister Sin совместно с Доро сделали кавер на песню Motörhead «Rock-n-Roll».
7 ноября 2015 года на официальной странице Facebook и на странице в instagram Лив Ягрелл появилась информация о роспуске группы.
23 декабря 2019 года было объявлено, что группа воссоединилась и начнет гастроли в 2020 году.

## Состав

### Нынешний
- Лив Ягрелл — вокал
- Джимми Хилтула — гитара
- Странд — бас-гитара
- Дейв Санберг — ударные

### Бывшие участники
- Крис — бас-гитара
- Бентон Вайберг — бас-гитара

Вначале все тексты в группе писал басист Крис. После его ухода все члены Sister Sin пытаются сделать свой вклад в этой области.
Лив Ягрелл в свободное от творчества время работает в тренажёрном зале инструктором по фитнесу. Сама она всегда занималась спортом или танцами. Также солистка увлекалась модельным бизнесом.

## Стиль
Лидер группы Лив Ягрелл сказала, что на Sister Sin оказали влияние такие группы как Motorhead, Motley Crue, Accept, W.A.S.P., Skid Row и Twisted Sister. Лив описала стиль Sister Sin следующим образом:

Старая школа истинного хеви-метала, очень приземлённая и честная. Мы играем увлекательную музыку!

## Релизы

### Альбомы
- Dance of the Wicked — (2003)
- Switchblade Serenades — (2008)
- True Sound of the Underground — (2010)
- Now And Forever — (2012)
- Black Lotus — (2014)

### Демозаписи
- By Demos Be Driven vol. I — (2005)
- By Demos Be Driven vol. II — (2007)

### EP
- Smash The Silence EP (2007)

### Синглы
- Minor You Major Me — (2007)
- On Parole — (2008)
- One Out Of Ten — (2009)
- Outrage — (2010)